# Мокрый Лог (Ростовская область)
Мокрый Лог — посёлок в Октябрьском районе Ростовской области.
Входит в состав Мокрологского сельского поселения.

## География

### Улицы
- ул. Комарова,
- ул. Рослова,
- ул. Школьная.

## Население
| 2010 |
| ---- |
| 267  |